# 단에서 브엘세바에 이르기까지

이스라엘 열두 지파의 지도. 도시 단은 납달리 지파의 북쪽 끝에 위치하여 있으며, 브엘세바(베르셰바)는 시므온 지파의 땅에 있다.

단에서 브엘세바에 이르기까지(공동번역성서), 단에서부터 브엘세바까지(개역개정판), 단에서 브에르 세바에 이르기까지(천주교 새번역 성경)는 성경에서 아홉 번 등장하는 문구로, 열두 지파의 최북단 도시 단부터 남쪽 네게브 사막의 베르셰바까지 당시 이스라엘의 영토를 포괄하는 데 사용하였던 관용구이다. 제1차 세계 대전 이후 국제 연맹의 주도 하에 위임통치령 팔레스타인을 설립하기 위한 협상 도중 영국 정치인들이 이 문구를 사용하기도 하였다.

## 성경 내 문구
"단에서 브엘세바에 이르기까지"라는 문구는 성경에 총 아홉 번 등장한다.
1. 판관기 20:1
그리하여 단으로부터 브엘세바에 이르는 지방과, 길르앗 지방에서 온 이스라엘 백성이 떨쳐 나왔다. 전체 회중은 미스바에 올라가 야훼 앞에 일제히 모였다. (공동번역성서)
이에 모든 이스라엘 자손이 단에서부터 브엘세바까지와 길르앗 땅에서 나와서 그 회중이 일제히 미스바에서 여호와 앞에 모였으니 (개역개정판)
그리하여 이스라엘 자손들이 모두 나섰다. 단에서 브에르 세바에 이르기까지, 그리고 길앗 땅에서도 온 공동체가 일제히 미츠파로 주님 앞에 모여들었다. (천주교 새번역 성경)
2. 사무엘상 3:20
그리하여 단에서 브엘세바에 이르기까지 온 이스라엘이 사무엘을 야훼께서 세우신 예언자로 받들게 되었다. (공동번역성서)
단에서부터 브엘세바까지의 온 이스라엘이 사무엘은 여호와의 선지자로 세우심을 입은 줄을 알았더라 (개역개정판)
단에서 브에르 세바에 이르기까지 온 이스라엘은 사무엘이 주님의 믿음직한 예언자라는 사실을 알게 되었다. (천주교 새번역 성경)
3. 사무엘하 3:10
이 나라 사울 왕실을 다윗에게 넘겨주는 도리밖에 없소. 단에서 브엘세바에까지 이르는 유다와 이스라엘을 다스리도록 다윗을 왕으로 받드는 도리밖에 없소." (공동번역성서)
그 맹세는 곧 이 나라를 사울의 집에서 다윗에게 옮겨서 그의 왕위를 단에서 브엘세바까지 이스라엘과 유다에 세우리라 하신 것이니라 하매 (개역개정판)
그 일은 이 나라를 사울 집안에서 거두어, 다윗의 왕좌를 단에서 브에르 세바에  이르기까지 이스라엘과 유다 위에 세우는 것이오." (천주교 새번역 성경)
4. 사무엘하 17:11
그러니 제 생각은 이렇습니다. 단에서 브엘세바에 이르기까지의 이스라엘에서 군인들을 바닷가의 모래알만큼 많이 모아들여 임금님께서 친히 거느리시고 진군하시는 것이 좋을 것입니다. (공동번역성서)
나는 이렇게 계략을 세웠나이다 온 이스라엘을 단부터 브엘세바까지 바닷가의 많은 모래 같이 당신께로 모으고 친히 전장에 나가시고 (개역개정판)
그러므로 제 의견은 이렇습니다. 단에서 브에르 세바에 이르기까지 온 이스라엘 백성을 바다의 모래처럼 많이 불러 모으신 다음, 임금님께서 친히 전투에 나가십시오. (천주교 새번역 성경)
5. 사무엘하 24:2
그리하여 왕은 자기 부하인 요압 총사령관에게 명령을 내렸다. "단에서 브엘세바에 이르기까지 두루 다니며 이스라엘 각 족속의 병적을 조사해 오시오. 민병대가 얼마나 되는지 알아야겠소." (공동번역성서)
이에 왕이 그 곁에 있는 군사령관 요압에게 이르되 너는 이스라엘 모든 지파 가운데로 다니며 이제 단에서부터 브엘세바까지 인구를 조사하여 백성의 수를 내게 보고하라 하니 (개역개정판)
그리하여 임금은 자기가 데리고 있는 군대의 장수 요압에게 말하였다. "단에서 브에르 세바에 이르기까지 이스라엘의 모든 지파를 두루 다니며 인구를 조사하시오. 내가 백성의 수를 알고자 하오." (천주교 새번역 성경)
6. 사무엘하 24:15
야훼께서 그 날 아침부터 정해 놓은 시간까지 이스라엘에 전염병을 내리셨다. 그래서 단에서 브엘세바에 이르기까지 칠만 명이나 죽었다. (공동번역성서)
이에 여호와께서 그 아침부터 정하신 때까지 전염병을 이스라엘에게 내리시니 단에서부터 브엘세바까지 백성의 죽은 자가 칠만 명이라 (개역개정판)
그리하여 주님께서 그날 아침부터 정해진 날까지 이스라엘에 흑사병을 내리시니, 단에서 브에르 세바까지 백성 가운데에서 칠만 명이 죽었다. (천주교 새번역 성경)
7. 열왕기상 5:5
이렇게 솔로몬이 다스리는 동안, 유다와 이스라엘은 단에서 브엘세바에 이르기까지 마음놓고 살면서 저마다 자기의 포도나무와 무화과나무 아래에서 두 발 뻗고 잘 수 있었다. (공동번역성서)
솔로몬이 사는 동안에 유다와 이스라엘이 단에서부터 브엘세바에 이르기까지 각기 포도나무 아래와 무화과나무 아래에서 평안히 살았더라 (개역개정판)
솔로몬이 살아 있는 동안 내내 유다와 이스라엘에서는 단에서 브에르 세바에 이르기까지, 사람마다 자기 포도나무와 무화과나무 아래에서 마음 놓고 살았다. (천주교 새번역 성경)
8. 역대기상 21:2
다윗은 요압과 군사령관들에게 명을 내렸다. "브엘세바에서 단에 이르기까지 온 이스라엘을 돌아다니며 병적 조사를 하여 그 수효가 얼마나 되는지 보고하시오." (공동번역성서)
다윗이 요압과 백성의 지도자들에게 이르되 너희는 가서 브엘세바에서부터 단까지 이스라엘을 계수하고 돌아와 내게 보고하여 그 수효를 알게 하라 하니 (개역개정판)
그리하여 다윗은 요압과 군대의 장수들에게 말하였다. "자, 브에르 세바에서 단에 이르기까지 이스라엘의 인구를 조사하여, 그들의 수를 알 수 있도록 나에게 보고하시오." (천주교 새번역 성경)
9. 역대기하 30:5
예루살렘에서 과월절을 지켜 이스라엘의 하느님 야훼를 기리도록, 브엘세바로부터 단에 이르기까지 이스라엘 전국에 포고령을 내리기로 결정하였다. 그 때는 규정대로 과월절을 지킨 사람이 많지 않았던 것이다. (공동번역성서)
드디어 왕이 명령을 내려 브엘세바에서부터 단까지 온 이스라엘에 공포하여 일제히 예루살렘으로 와서 이스라엘 하나님 여호와의 유월절을 지키라 하니 이는 기록한 규례대로 오랫동안 지키지 못하였음이더라 (개역개정판)
임금은 브에르 세바에서 단에 이르기까지 온 이스라엘에, 주 이스라엘의 하느님을 기리는 파스카 축제를 예루살렘으로 와서 지낼 것을 선포하기로 결정하였다. 그때에는 율법에 쓰인 대로 파스카 축제를 지내는 사람들이 많지 않았다. (천주교 새번역 성경)

## 현대
제1차 세계 대전 종료 후, 오스만 제국에서 팔레스타인 지방을 위임통치령으로 독립시키기 위한 협상 과정 중, 영국에서 "단에서 브엘세바에 이르기까지"라는 문구가 영국의 제안 안에 들어갔다. 1919년 9월 13일, 데이비드 로이드 조지는 조르주 클레망소에게 영국 위임통치령 팔레스타인이 "단에서 브엘세바에 이르는 고대 경계와 유사하게 정해질 것"이라고 적힌 보고서를 건넸다.